# 金戸凜
金戸 凜（かねと りん、2003年7月18日 - ）は、日本の飛込競技選手。埼玉県出身。セントラルスポーツ所属。
目黒日本大学高等学校を2022年3月に卒業し、同年4月より日本大学スポーツ科学部に在学中。

## 来歴
祖父祖母そして父母がすべて飛込競技でオリンピック出場歴のある家庭に生まれ育つ。身長152cm、体重48kg。幼少時よりトランポリンやバレエを学ぶ。
2017年2月の国際大会派遣選手選考会（東京辰巳国際水泳場）に出場し、3メートル板飛び込みで300.5点を記録してトップとなった。
2019年4月の日本室内選手権飛込競技大会高飛び込みで優勝し、初の世界選手権代表に決定した。予選5位で準決勝に進み、12位以内の決勝進出で決まる東京五輪代表の座も見えていた。しかし、準決勝の1本目で右肩を負傷。18人中17位で、五輪切符を逃す。東京五輪に向けてケガとの闘いも始まった。9月の国体は亜脱臼で途中棄権。4月の日本室内選手権前にも練習中に起こした。演技の際に腕を振っただけで肩が外れる。「無理」と判断した父は12月に「負担の軽い」板飛び込み専念を勧めた。踏み込んで反動を得る板飛び込みは筋力のない16歳には不利だが「本人にはつらい決断だろうが、将来を考えた」と悩む金戸を説得した。
2020年2月に手術を受けて、東京五輪は夢と消えた。同5月にプールに入り始めて、同夏に1メートル板飛び込みをスタートした。
2021年9月17日の日本選手権女子3メートル板飛び込みで東京五輪代表の三上紗也可に競り勝ち初優勝。手術から1年7か月をかけての日本選手権初優勝だった。
2022年7月3日のブダペスト世界選手権女子3メートル飛び板シンクロで準優勝した。
2024年2月5日、ドーハ世界選手権の女子高飛び込み準決勝で271.10点の13位で、上位12人による決勝に進めず、今夏のパリ五輪の出場を逃した。
2025年7月26日、シンガポールで開催された世界水泳選手権飛び込み混合団体決勝で3位となり、同競技初の銅メダルを獲得した。

## 家族・人物
父方の祖父はローマ・東京オリンピック代表の金戸俊介、父方の祖母も同じ2大会で代表だった金戸久美子（旧姓・渡辺）、父はソウル・バルセロナ・アトランタオリンピック代表の金戸恵太、母も同じ3大会で代表だった金戸幸（旧姓・元渕）。姉の金戸華と兄の金戸快も飛び込み選手である。
天理教名高分教会信者である。